# 유미 (의학)
유미(chyle, 그리스어로 즙이라는 뜻의 χυλός, chylos), 또는 암죽은 림프와 유화(emulsified) 지방, 또는 유리 지방산(FFA)으로 구성된 유백색의 체액이다. 지방이 많은 음식을 소화하는 동안 작은창자에서 형성되며 특별히 암죽관이라고 하는 림프관에 의해 흡수된다. 유미의 지질은 킬로미크론에 콜로이드로 현탁되어 있다.

## 임상적 중요성
유미 누공은 림프관의 결함으로 인해 림프액 누출이 발생하는 현상이다. 일반적으로 가슴막안이나 배막안에 축적되어 각각 유미흉, 유미 복수의 원인이 된다.
가슴막액과 배막액을 분석하여 유미 누공을 진단한다. 원인을 식별하는 것(림프관 손상의 위치 파악)은 종종 어려운 일이지만 림프관조영술을 통해 가능하다. 림프관조영술 대조는 경화치료 효과를 목적으로 하나, 때때로 림프가 새는 위치를 발견하는 이차적이고 우연한 치료 효과가 있다.
림프관은 극도로 약하므로 결함을 직접 고치는 것은 비현실적이다. 따라서 유미 누공의 치료는 림프관 손상의 치유가 일어나도록 림프액의 생성량을 감소시키거나, 림프관 손상 부위로 림프액이 흐르지 않도록 방향을 영구적으로 바꾸는 방법에 의존한다. 식이 제한, 입으로 영양을 섭취하지 않고 완전히 비경구적 영양으로 대체하는 방식, 옥트레오티드(호르몬 소마토스타틴의 합성 유사체)와 오를리스타트(라이페이스 억제제, 식이 지방 흡수를 감소시킴)를 통해 림프액 생성을 감소시킬 수 있다. 림프액의 방향을 영구적으로 바꾸는 것은 가슴림프관 색전술(관에 접착 물질이나 색전 물질을 침착시켜 관을 폐색하는 바늘을 이용한 시술), 가슴림프관 결찰(관 주위를 단단히 봉합하여 관을 폐색하는 개방 수술)을 통해 달성할 수 있다.

## 같이 보기
- 미즙